# Antoine Guillemot
Antoine Barthélemy Jean Guillemot (né le 11 novembre 1822 à Thiers (Puy-de-Dôme), décédé le 25 août 1902 dans la même ville) est un entomologiste français spécialiste des papillons (lépidoptériste), également écrivain, historien local et généalogiste.

## Biographie
Antoine Guillemot naît dans une famille de négociants de Thiers, venue s'y installer de Bourgogne au XVIIe siècle. Il fait ses études au petit et au grand séminaire de Thiers, et passe son baccalauréat en candidat libre en 1839. Il travaille ensuite dans les affaires de son père et de son oncle, puis s'associe avec un ami, Paul Marodon, dans une société de vente. Dès 1845, il s'adonne principalement à sa passion de l'entomologie qu'il avait commencée en 1840. Il est en rapport avec les naturalistes de la région, comme Joseph Bayle, Henri Lecoq, Martial Lamotte, correspond avec Alexandre Pierret qui le parraine à la Société entomologique de France en 1847, mais il se brouille avec Pierre Millière en 1858.
Il s'agit d'un des premiers entomologistes à explorer la faune des lépidoptères auvergnate. Il se constitue une collection importante. et grâce à son journal de chasse entomologique et publie le Catalogue des lépidoptères du Département du Puy-de-Dome en 1854 ; ouvrage pour lequel il reçoit la médaille d'or d'un concours organisé par l'Académie des sciences, belles-lettres et arts de Clermont-Ferrand . Il publie ensuite un supplément en 1858. Sa collection qu'il recense en 1864 compte plus de 17 000 exemplaires et 1700 espèces provenant de la France et plus largement de l'Europe entière. Il ne peut vendre sa collection en un seul lot et fait éditer un catalogue de vente. Ayant des problèmes de santé, il cesse l'entomologie en 1865 et vend une partie de sa collection à Charles Oberthür avec lequel il entretient une correspondance. Des entomologistes français, allemands, autrichiens, italiens et suisses acquièrent d'autres parties. Le reste (trois cents boîtes) est cédé à son ami Martial Lamotte qui la vend au muséum Henri-Lecoq de Clermont-Ferrand. L'université de Clermont-Ferrand la récupère à la fin du XIXe siècle et la fait péricliter. Il ne reste alors que trois cents exemplaires. Il se passionne aussi pour la photographie dès les années 1860.
Parallèlement archiviste à la ville de Thiers depuis 1875, Antoine Guillemot s'intéresse à l'écriture et à l'histoire locale. Sortent en 1862 un recueil de poèmes Le diable et le trésor : nouvelle thiernoise ; en 1878, un ouvrage relatif à l'histoire de la coutellerie de Thiers et en 1888 un livre portant sur les seigneurs de Thiers au XIVe siècle. Il est également généalogiste et laisse de nombreuses fiches généalogiques sur les familles thiernoises aujourd'hui conservées aux Archives départementales du Puy-de-Dôme (série 2 F). Il publie par exemple une Étude généalogique de la famille Chasseron en 1902.
Antoine Guillemot est un royaliste convaincu[réf. nécessaire]. Il rédige son Journal de 1837 à 1902, faisant souvent des remarques acerbes sur ses relations et les familles de Thiers. Il fait quelques séjours au Mont-Dore (1847, 1849, 1857) et, en dehors de l’Auvergne, en Lozère (1851), dans les environs d'Hyères (10 avril au 25 mai 1855 avec sa sœur), autour de Barcelonnette (juillet 1855 avec le jeune coléoptériste Eugène Bellier de La Chavignerie, M. de Lajolais et son frère Philippe Guillemot), dans les Basses-Alpes (1856), et à Montpellier et ses alentours (29 mai au 16 juin 1858). Il repose au cimetière Saint-Jean de Thiers. Célibataire, il ne laisse pas de descendance et son neveu, le Dr Gabriel Guillot, hérite de ses biens et de ses archives. Celles-ci sont léguées à sa mort aux Archives du Puy-de-Dôme.

## Publications
- Catalogue des lépidoptères du Département du Puy-de-Dome, Clermont-Ferrand: Impr. de Thibaud-Landriot 1854  (lire en ligne)
- Catalogue des lépidoptères du Département du Puy-de-Dome - Premier supplément, Clermont-Ferrand: Impr. de Thibaud-Landriot 1858 (lire en ligne)
- Le diable et le trésor: nouvelle thiernoise, Clermont-Ferrand 1862
- Nouveaux documents relatifs à l'industrie thiernoise. Réformation des statuts de la coutellerie en 1614 et 1615, 1878
- Tarifs des droits de Leyde perçus par le seigneur de Thiers au XIVme siècle, Saint-Étienne : Impr. Théolier & Cie , 1888